# Hermbstaedtia angolensis
Hermbstaedtia angolensis là loài thực vật có hoa thuộc họ Dền. Loài này được C.B.Clarke mô tả khoa học đầu tiên năm 1909.